# Ida Friederike Görres
Ida Friederike Görres, geb. Friederike Maria Anna Reichsgräfin Coudenhove-Kalergi (* 2. Dezember 1901 auf Schloss Ronsperg, Böhmen; † 15. Mai 1971 in Frankfurt am Main) war eine Schriftstellerin und katholische Intellektuelle.

## Familie und Lebenslauf
Ida Friederike Görres war das sechste von sieben Kindern des k. u. k. Diplomaten Heinrich von Coudenhove-Kalergi und seiner japanischen Frau Mitsu Aoyama. Sie ist eine Schwester des Gründers der Paneuropa-Union, Richard Nikolaus Graf von Coudenhove-Kalergi.
Ida Friederike von Coudenhove-Kalergi besuchte das Internat der Sacré-Cœur-Schwestern in Wien, dann von 1916 bis 1918 die Mary-Ward-Schule der „Englischen Fräulein“ (heutiger Name: Congregatio Jesu) in St. Pölten. Später war sie selbst 18 Monate Novizin des Ordens. Nach dem 1923 abgelegten Abitur begann sie zunächst ein staatswissenschaftliches Studium in Wien, absolvierte dann an der Sozialen Frauenschule in Freiburg im Breisgau eine Ausbildung zur Fürsorgerin und studierte dann noch ein paar Semester Geschichte, Kirchengeschichte, Theologie und Philosophie an der Albert-Ludwigs-Universität Freiburg.
Ida Friederike von Coudenhove-Kalergi engagierte sich in der katholischen Jugendbewegung, zunächst im Bund Neuland, dann im von Romano Guardini geprägten Quickborn-Arbeitskreis. In diesem fungierte sie einige Jahre als Bundesführerin der Mädchen und schrieb Beiträge für die Zeitschrift Die Schildgenossen. Zusammen mit Walter Dirks und Ludwig Neundörfer leitete sie den 1930 gegründeten „Oktoberkreis“ innerhalb des Quickborn. 1932 ging sie als Jugendsekretärin für Mädchenseelsorge nach Dresden und arbeitete dort beim Katholischen Bildungswerk. Im Frühjahr 1934 wurde sie Diözesansekretärin am Ordinariat des Bistums Meißen.
Ida Friederike von Coudenhove-Kalergi heiratete 1935 in Leipzig den Ingenieur Carl-Josef Görres. Ihr Schwager war der Psychologe und Professor Albert Görres. Das Paar zog anschließend nach Stuttgart-Degerloch. Ida Friederike Görres verfasste eine Reihe von Büchern über religiöse Themen und ist bedeutend für die Entwicklung der Hagiographie. In den Frankfurter Heften veröffentlichte sie im November 1946 einen „Brief über die Kirche“ („aus drängender Sorge um die mangelnde soziale Hilfe mancher kirchlicher Stellen in der Nachkriegszeit“), der Aufsehen erregte und sowohl Zustimmung als auch Widerspruch hervorrief. Er brachte ihr eine Rüge aus der Römischen Kurie und ein Redeverbot in einigen Diözesen ein.
Ab 1950 litt Görres unter einer schweren Gehirnerkrankung, die sich in Spasmen äußerte und ihre Arbeit stark erschwerte. In dieser Zeit lebte sie wieder in Freiburg im Breisgau. Nach dem Zweiten Vatikanischen Konzil wurde sie 1969 in die Würzburger Synode berufen, an der sie trotz ihrer Beschwerden teilnahm. Sie starb nach einer Synodensitzung in Frankfurt am Main an einer Gehirnblutung. Das Requiem wurde im Freiburger Münster gehalten, die Gedenkrede hielt Joseph Ratzinger. Beigesetzt ist sie auf dem Bergäckerfriedhof in Freiburg-Littenweiler.

## Vorfahren
| Franz Ludwig Graf von Coudenhove * 24. Januar 1783 in Bingen am Rhein, Kurmainz, † 4. Dezember 1851 in Wien, Österreich; Feldmarschallleutnant                   | Franz Ludwig Graf von Coudenhove * 24. Januar 1783 in Bingen am Rhein, Kurmainz, † 4. Dezember 1851 in Wien, Österreich; Feldmarschallleutnant                   | Franz Ludwig Graf von Coudenhove * 24. Januar 1783 in Bingen am Rhein, Kurmainz, † 4. Dezember 1851 in Wien, Österreich; Feldmarschallleutnant                   | Franz Ludwig Graf von Coudenhove * 24. Januar 1783 in Bingen am Rhein, Kurmainz, † 4. Dezember 1851 in Wien, Österreich; Feldmarschallleutnant                   | Franz Ludwig Graf von Coudenhove * 24. Januar 1783 in Bingen am Rhein, Kurmainz, † 4. Dezember 1851 in Wien, Österreich; Feldmarschallleutnant                   | Franz Ludwig Graf von Coudenhove * 24. Januar 1783 in Bingen am Rhein, Kurmainz, † 4. Dezember 1851 in Wien, Österreich; Feldmarschallleutnant                   |  |  |  |  | ⚭ 12. August 1807 in Steinheim am Main, Großherzogtum Hessen mit Catharina Jakobine Auguste Freiin von Löwenstern auf Löwenhof * 24. Januar 1788 in Dorpat, Gouvernement Livland, Russisches Reich, † 24. November 1860 in Wien | ⚭ 12. August 1807 in Steinheim am Main, Großherzogtum Hessen mit Catharina Jakobine Auguste Freiin von Löwenstern auf Löwenhof * 24. Januar 1788 in Dorpat, Gouvernement Livland, Russisches Reich, † 24. November 1860 in Wien | ⚭ 12. August 1807 in Steinheim am Main, Großherzogtum Hessen mit Catharina Jakobine Auguste Freiin von Löwenstern auf Löwenhof * 24. Januar 1788 in Dorpat, Gouvernement Livland, Russisches Reich, † 24. November 1860 in Wien | ⚭ 12. August 1807 in Steinheim am Main, Großherzogtum Hessen mit Catharina Jakobine Auguste Freiin von Löwenstern auf Löwenhof * 24. Januar 1788 in Dorpat, Gouvernement Livland, Russisches Reich, † 24. November 1860 in Wien | ⚭ 12. August 1807 in Steinheim am Main, Großherzogtum Hessen mit Catharina Jakobine Auguste Freiin von Löwenstern auf Löwenhof * 24. Januar 1788 in Dorpat, Gouvernement Livland, Russisches Reich, † 24. November 1860 in Wien | ⚭ 12. August 1807 in Steinheim am Main, Großherzogtum Hessen mit Catharina Jakobine Auguste Freiin von Löwenstern auf Löwenhof * 24. Januar 1788 in Dorpat, Gouvernement Livland, Russisches Reich, † 24. November 1860 in Wien |
| Franz Ludwig Graf von Coudenhove * 24. Januar 1783 in Bingen am Rhein, Kurmainz, † 4. Dezember 1851 in Wien, Österreich; Feldmarschallleutnant                   | Franz Ludwig Graf von Coudenhove * 24. Januar 1783 in Bingen am Rhein, Kurmainz, † 4. Dezember 1851 in Wien, Österreich; Feldmarschallleutnant                   | Franz Ludwig Graf von Coudenhove * 24. Januar 1783 in Bingen am Rhein, Kurmainz, † 4. Dezember 1851 in Wien, Österreich; Feldmarschallleutnant                   | Franz Ludwig Graf von Coudenhove * 24. Januar 1783 in Bingen am Rhein, Kurmainz, † 4. Dezember 1851 in Wien, Österreich; Feldmarschallleutnant                   | Franz Ludwig Graf von Coudenhove * 24. Januar 1783 in Bingen am Rhein, Kurmainz, † 4. Dezember 1851 in Wien, Österreich; Feldmarschallleutnant                   | Franz Ludwig Graf von Coudenhove * 24. Januar 1783 in Bingen am Rhein, Kurmainz, † 4. Dezember 1851 in Wien, Österreich; Feldmarschallleutnant                   |  |  |  |  | ⚭ 12. August 1807 in Steinheim am Main, Großherzogtum Hessen mit Catharina Jakobine Auguste Freiin von Löwenstern auf Löwenhof * 24. Januar 1788 in Dorpat, Gouvernement Livland, Russisches Reich, † 24. November 1860 in Wien | ⚭ 12. August 1807 in Steinheim am Main, Großherzogtum Hessen mit Catharina Jakobine Auguste Freiin von Löwenstern auf Löwenhof * 24. Januar 1788 in Dorpat, Gouvernement Livland, Russisches Reich, † 24. November 1860 in Wien | ⚭ 12. August 1807 in Steinheim am Main, Großherzogtum Hessen mit Catharina Jakobine Auguste Freiin von Löwenstern auf Löwenhof * 24. Januar 1788 in Dorpat, Gouvernement Livland, Russisches Reich, † 24. November 1860 in Wien | ⚭ 12. August 1807 in Steinheim am Main, Großherzogtum Hessen mit Catharina Jakobine Auguste Freiin von Löwenstern auf Löwenhof * 24. Januar 1788 in Dorpat, Gouvernement Livland, Russisches Reich, † 24. November 1860 in Wien | ⚭ 12. August 1807 in Steinheim am Main, Großherzogtum Hessen mit Catharina Jakobine Auguste Freiin von Löwenstern auf Löwenhof * 24. Januar 1788 in Dorpat, Gouvernement Livland, Russisches Reich, † 24. November 1860 in Wien | ⚭ 12. August 1807 in Steinheim am Main, Großherzogtum Hessen mit Catharina Jakobine Auguste Freiin von Löwenstern auf Löwenhof * 24. Januar 1788 in Dorpat, Gouvernement Livland, Russisches Reich, † 24. November 1860 in Wien |
| | | | | | |  |  |  |  | | | | | | |
| Franz Karl Graf von Coudenhove * 19. Februar 1825 in Wien, † 16. Juni 1893 in Ottensheim, Oberösterreich; Diplomat, Großgrundbesitzer und Politiker              | Franz Karl Graf von Coudenhove * 19. Februar 1825 in Wien, † 16. Juni 1893 in Ottensheim, Oberösterreich; Diplomat, Großgrundbesitzer und Politiker              | Franz Karl Graf von Coudenhove * 19. Februar 1825 in Wien, † 16. Juni 1893 in Ottensheim, Oberösterreich; Diplomat, Großgrundbesitzer und Politiker              | Franz Karl Graf von Coudenhove * 19. Februar 1825 in Wien, † 16. Juni 1893 in Ottensheim, Oberösterreich; Diplomat, Großgrundbesitzer und Politiker              | Franz Karl Graf von Coudenhove * 19. Februar 1825 in Wien, † 16. Juni 1893 in Ottensheim, Oberösterreich; Diplomat, Großgrundbesitzer und Politiker              | Franz Karl Graf von Coudenhove * 19. Februar 1825 in Wien, † 16. Juni 1893 in Ottensheim, Oberösterreich; Diplomat, Großgrundbesitzer und Politiker              |  |  |  |  | ⚭ 24. Juni 1857 in Paris mit Marie von Kalergi * 5. Januar 1840 in Sankt Petersburg, Russisches Reich, † 11. März 1877 in Ronsperg, Böhmen                                                                                      | ⚭ 24. Juni 1857 in Paris mit Marie von Kalergi * 5. Januar 1840 in Sankt Petersburg, Russisches Reich, † 11. März 1877 in Ronsperg, Böhmen                                                                                      | ⚭ 24. Juni 1857 in Paris mit Marie von Kalergi * 5. Januar 1840 in Sankt Petersburg, Russisches Reich, † 11. März 1877 in Ronsperg, Böhmen                                                                                      | ⚭ 24. Juni 1857 in Paris mit Marie von Kalergi * 5. Januar 1840 in Sankt Petersburg, Russisches Reich, † 11. März 1877 in Ronsperg, Böhmen                                                                                      | ⚭ 24. Juni 1857 in Paris mit Marie von Kalergi * 5. Januar 1840 in Sankt Petersburg, Russisches Reich, † 11. März 1877 in Ronsperg, Böhmen                                                                                      | ⚭ 24. Juni 1857 in Paris mit Marie von Kalergi * 5. Januar 1840 in Sankt Petersburg, Russisches Reich, † 11. März 1877 in Ronsperg, Böhmen                                                                                      |
| Franz Karl Graf von Coudenhove * 19. Februar 1825 in Wien, † 16. Juni 1893 in Ottensheim, Oberösterreich; Diplomat, Großgrundbesitzer und Politiker              | Franz Karl Graf von Coudenhove * 19. Februar 1825 in Wien, † 16. Juni 1893 in Ottensheim, Oberösterreich; Diplomat, Großgrundbesitzer und Politiker              | Franz Karl Graf von Coudenhove * 19. Februar 1825 in Wien, † 16. Juni 1893 in Ottensheim, Oberösterreich; Diplomat, Großgrundbesitzer und Politiker              | Franz Karl Graf von Coudenhove * 19. Februar 1825 in Wien, † 16. Juni 1893 in Ottensheim, Oberösterreich; Diplomat, Großgrundbesitzer und Politiker              | Franz Karl Graf von Coudenhove * 19. Februar 1825 in Wien, † 16. Juni 1893 in Ottensheim, Oberösterreich; Diplomat, Großgrundbesitzer und Politiker              | Franz Karl Graf von Coudenhove * 19. Februar 1825 in Wien, † 16. Juni 1893 in Ottensheim, Oberösterreich; Diplomat, Großgrundbesitzer und Politiker              |  |  |  |  | ⚭ 24. Juni 1857 in Paris mit Marie von Kalergi * 5. Januar 1840 in Sankt Petersburg, Russisches Reich, † 11. März 1877 in Ronsperg, Böhmen                                                                                      | ⚭ 24. Juni 1857 in Paris mit Marie von Kalergi * 5. Januar 1840 in Sankt Petersburg, Russisches Reich, † 11. März 1877 in Ronsperg, Böhmen                                                                                      | ⚭ 24. Juni 1857 in Paris mit Marie von Kalergi * 5. Januar 1840 in Sankt Petersburg, Russisches Reich, † 11. März 1877 in Ronsperg, Böhmen                                                                                      | ⚭ 24. Juni 1857 in Paris mit Marie von Kalergi * 5. Januar 1840 in Sankt Petersburg, Russisches Reich, † 11. März 1877 in Ronsperg, Böhmen                                                                                      | ⚭ 24. Juni 1857 in Paris mit Marie von Kalergi * 5. Januar 1840 in Sankt Petersburg, Russisches Reich, † 11. März 1877 in Ronsperg, Böhmen                                                                                      | ⚭ 24. Juni 1857 in Paris mit Marie von Kalergi * 5. Januar 1840 in Sankt Petersburg, Russisches Reich, † 11. März 1877 in Ronsperg, Böhmen                                                                                      |
| | | | | | |  |  |  |  | | | | | | |
| Heinrich Johann Maria Graf Coudenhove-Kalergi * 12. Oktober 1859 in Wien, † 14. Mai 1906 in Ronsperg, Böhmen; Diplomat                                           | Heinrich Johann Maria Graf Coudenhove-Kalergi * 12. Oktober 1859 in Wien, † 14. Mai 1906 in Ronsperg, Böhmen; Diplomat                                           | Heinrich Johann Maria Graf Coudenhove-Kalergi * 12. Oktober 1859 in Wien, † 14. Mai 1906 in Ronsperg, Böhmen; Diplomat                                           | Heinrich Johann Maria Graf Coudenhove-Kalergi * 12. Oktober 1859 in Wien, † 14. Mai 1906 in Ronsperg, Böhmen; Diplomat                                           | Heinrich Johann Maria Graf Coudenhove-Kalergi * 12. Oktober 1859 in Wien, † 14. Mai 1906 in Ronsperg, Böhmen; Diplomat                                           | Heinrich Johann Maria Graf Coudenhove-Kalergi * 12. Oktober 1859 in Wien, † 14. Mai 1906 in Ronsperg, Böhmen; Diplomat                                           |  |  |  |  | ⚭ 16. März 1892 in Tokio, Japan mit Mitsuko Aoyama * 7. Juli 1874 in Tokio, † 27. August 1941 in Mödling, Niederösterreich | ⚭ 16. März 1892 in Tokio, Japan mit Mitsuko Aoyama * 7. Juli 1874 in Tokio, † 27. August 1941 in Mödling, Niederösterreich | ⚭ 16. März 1892 in Tokio, Japan mit Mitsuko Aoyama * 7. Juli 1874 in Tokio, † 27. August 1941 in Mödling, Niederösterreich | ⚭ 16. März 1892 in Tokio, Japan mit Mitsuko Aoyama * 7. Juli 1874 in Tokio, † 27. August 1941 in Mödling, Niederösterreich | ⚭ 16. März 1892 in Tokio, Japan mit Mitsuko Aoyama * 7. Juli 1874 in Tokio, † 27. August 1941 in Mödling, Niederösterreich | ⚭ 16. März 1892 in Tokio, Japan mit Mitsuko Aoyama * 7. Juli 1874 in Tokio, † 27. August 1941 in Mödling, Niederösterreich |
| Heinrich Johann Maria Graf Coudenhove-Kalergi * 12. Oktober 1859 in Wien, † 14. Mai 1906 in Ronsperg, Böhmen; Diplomat                                           | Heinrich Johann Maria Graf Coudenhove-Kalergi * 12. Oktober 1859 in Wien, † 14. Mai 1906 in Ronsperg, Böhmen; Diplomat                                           | Heinrich Johann Maria Graf Coudenhove-Kalergi * 12. Oktober 1859 in Wien, † 14. Mai 1906 in Ronsperg, Böhmen; Diplomat                                           | Heinrich Johann Maria Graf Coudenhove-Kalergi * 12. Oktober 1859 in Wien, † 14. Mai 1906 in Ronsperg, Böhmen; Diplomat                                           | Heinrich Johann Maria Graf Coudenhove-Kalergi * 12. Oktober 1859 in Wien, † 14. Mai 1906 in Ronsperg, Böhmen; Diplomat                                           | Heinrich Johann Maria Graf Coudenhove-Kalergi * 12. Oktober 1859 in Wien, † 14. Mai 1906 in Ronsperg, Böhmen; Diplomat                                           |  |  |  |  | ⚭ 16. März 1892 in Tokio, Japan mit Mitsuko Aoyama * 7. Juli 1874 in Tokio, † 27. August 1941 in Mödling, Niederösterreich | ⚭ 16. März 1892 in Tokio, Japan mit Mitsuko Aoyama * 7. Juli 1874 in Tokio, † 27. August 1941 in Mödling, Niederösterreich | ⚭ 16. März 1892 in Tokio, Japan mit Mitsuko Aoyama * 7. Juli 1874 in Tokio, † 27. August 1941 in Mödling, Niederösterreich | ⚭ 16. März 1892 in Tokio, Japan mit Mitsuko Aoyama * 7. Juli 1874 in Tokio, † 27. August 1941 in Mödling, Niederösterreich | ⚭ 16. März 1892 in Tokio, Japan mit Mitsuko Aoyama * 7. Juli 1874 in Tokio, † 27. August 1941 in Mödling, Niederösterreich | ⚭ 16. März 1892 in Tokio, Japan mit Mitsuko Aoyama * 7. Juli 1874 in Tokio, † 27. August 1941 in Mödling, Niederösterreich |
| | | | | | |  |  |  |  | | | | | | |
| Ida Friederike Maria Anna Görres Gräfin Coudenhove-Kalergi * 2. Dezember 1901 in Ronsperg, Böhmen, † 15. Mai 1971 in Frankfurt am Main, Hessen; Schriftstellerin | Ida Friederike Maria Anna Görres Gräfin Coudenhove-Kalergi * 2. Dezember 1901 in Ronsperg, Böhmen, † 15. Mai 1971 in Frankfurt am Main, Hessen; Schriftstellerin | Ida Friederike Maria Anna Görres Gräfin Coudenhove-Kalergi * 2. Dezember 1901 in Ronsperg, Böhmen, † 15. Mai 1971 in Frankfurt am Main, Hessen; Schriftstellerin | Ida Friederike Maria Anna Görres Gräfin Coudenhove-Kalergi * 2. Dezember 1901 in Ronsperg, Böhmen, † 15. Mai 1971 in Frankfurt am Main, Hessen; Schriftstellerin | Ida Friederike Maria Anna Görres Gräfin Coudenhove-Kalergi * 2. Dezember 1901 in Ronsperg, Böhmen, † 15. Mai 1971 in Frankfurt am Main, Hessen; Schriftstellerin | Ida Friederike Maria Anna Görres Gräfin Coudenhove-Kalergi * 2. Dezember 1901 in Ronsperg, Böhmen, † 15. Mai 1971 in Frankfurt am Main, Hessen; Schriftstellerin |  |  |  |  | ⚭ 26. April 1935 in Leipzig, Sachsen mit Carl-Josef Görres * 6. Februar 1905 in Schöneberg bei Berlin, † 11. März 1973 in Freiburg im Breisgau, Baden-Württemberg; Unternehmensberater                                          | ⚭ 26. April 1935 in Leipzig, Sachsen mit Carl-Josef Görres * 6. Februar 1905 in Schöneberg bei Berlin, † 11. März 1973 in Freiburg im Breisgau, Baden-Württemberg; Unternehmensberater                                          | ⚭ 26. April 1935 in Leipzig, Sachsen mit Carl-Josef Görres * 6. Februar 1905 in Schöneberg bei Berlin, † 11. März 1973 in Freiburg im Breisgau, Baden-Württemberg; Unternehmensberater                                          | ⚭ 26. April 1935 in Leipzig, Sachsen mit Carl-Josef Görres * 6. Februar 1905 in Schöneberg bei Berlin, † 11. März 1973 in Freiburg im Breisgau, Baden-Württemberg; Unternehmensberater                                          | ⚭ 26. April 1935 in Leipzig, Sachsen mit Carl-Josef Görres * 6. Februar 1905 in Schöneberg bei Berlin, † 11. März 1973 in Freiburg im Breisgau, Baden-Württemberg; Unternehmensberater                                          | ⚭ 26. April 1935 in Leipzig, Sachsen mit Carl-Josef Görres * 6. Februar 1905 in Schöneberg bei Berlin, † 11. März 1973 in Freiburg im Breisgau, Baden-Württemberg; Unternehmensberater                                          |
| Ida Friederike Maria Anna Görres Gräfin Coudenhove-Kalergi * 2. Dezember 1901 in Ronsperg, Böhmen, † 15. Mai 1971 in Frankfurt am Main, Hessen; Schriftstellerin | Ida Friederike Maria Anna Görres Gräfin Coudenhove-Kalergi * 2. Dezember 1901 in Ronsperg, Böhmen, † 15. Mai 1971 in Frankfurt am Main, Hessen; Schriftstellerin | Ida Friederike Maria Anna Görres Gräfin Coudenhove-Kalergi * 2. Dezember 1901 in Ronsperg, Böhmen, † 15. Mai 1971 in Frankfurt am Main, Hessen; Schriftstellerin | Ida Friederike Maria Anna Görres Gräfin Coudenhove-Kalergi * 2. Dezember 1901 in Ronsperg, Böhmen, † 15. Mai 1971 in Frankfurt am Main, Hessen; Schriftstellerin | Ida Friederike Maria Anna Görres Gräfin Coudenhove-Kalergi * 2. Dezember 1901 in Ronsperg, Böhmen, † 15. Mai 1971 in Frankfurt am Main, Hessen; Schriftstellerin | Ida Friederike Maria Anna Görres Gräfin Coudenhove-Kalergi * 2. Dezember 1901 in Ronsperg, Böhmen, † 15. Mai 1971 in Frankfurt am Main, Hessen; Schriftstellerin |  |  |  |  | ⚭ 26. April 1935 in Leipzig, Sachsen mit Carl-Josef Görres * 6. Februar 1905 in Schöneberg bei Berlin, † 11. März 1973 in Freiburg im Breisgau, Baden-Württemberg; Unternehmensberater                                          | ⚭ 26. April 1935 in Leipzig, Sachsen mit Carl-Josef Görres * 6. Februar 1905 in Schöneberg bei Berlin, † 11. März 1973 in Freiburg im Breisgau, Baden-Württemberg; Unternehmensberater                                          | ⚭ 26. April 1935 in Leipzig, Sachsen mit Carl-Josef Görres * 6. Februar 1905 in Schöneberg bei Berlin, † 11. März 1973 in Freiburg im Breisgau, Baden-Württemberg; Unternehmensberater                                          | ⚭ 26. April 1935 in Leipzig, Sachsen mit Carl-Josef Görres * 6. Februar 1905 in Schöneberg bei Berlin, † 11. März 1973 in Freiburg im Breisgau, Baden-Württemberg; Unternehmensberater                                          | ⚭ 26. April 1935 in Leipzig, Sachsen mit Carl-Josef Görres * 6. Februar 1905 in Schöneberg bei Berlin, † 11. März 1973 in Freiburg im Breisgau, Baden-Württemberg; Unternehmensberater                                          | ⚭ 26. April 1935 in Leipzig, Sachsen mit Carl-Josef Görres * 6. Februar 1905 in Schöneberg bei Berlin, † 11. März 1973 in Freiburg im Breisgau, Baden-Württemberg; Unternehmensberater                                          |

## Literarische Arbeit
Sie bemüht sich […] um einen modernen, zwar an das alte Glaubensgut gebundenen, aber auf Durchbrechung klerikaler und traditioneller Schemata bedachten Katholizismus. (Brockhaus-Enzyklopädie Band 7 Wiesbaden 1969: 484)

## Werke
- Gespräche über die Heiligkeit. Ein Dialog um Elisabeth von Thüringen (1931)
- Von der Last Gottes (1932)
- Das große Spiel der Maria Ward (1932)
- Germanische Heiligkeit (1934, über Radegundis und Heinrich von Seuse)
- Von den zwei Türmen (1934)
- Die siebenfache Flucht der Radegundis (1937)
- Der Kristall (1939)
- Des anderen Last (1940, verteidigt die Nächstenliebe gegenüber den Anmaßungen der staatlichen Wohlfahrtspflege des Naziregimes)
- Johanna (1943)
- Das verborgene Antlitz (1944, über Therese von Lisieux)
- Von der Heimatlosigkeit (1945)
- Brief über die Kirche (1946)
- Von Ehe und Einsamkeit (1949)
- Der verborgene Schatz (1949, Gedichte)
- Die Braut des Alexis und andere Mädchengeschichten (1949, Mädchenbuch)[8]
- Nocturnen (1949, Tagebuch 1937–1947)
- Die leibhaftige Kirche (1950)
- Aus der Welt der Heiligen (1955)
- Laiengedanken zum Zölibat (1962)
- Hedwig von Schlesien (1967)
- Der Geopferte. Ein anderer Blick auf John Henry Newmann (1949), posthum veröffentlicht
- „Wirklich die neue Phönixgestalt?“ Über Kirche und Konzil. Unbekannte Briefe 1962–1971 von Ida Friederike Görres an Paulus Gordan. Herausgegeben von Hanna-Barbara Gerl-Falkovitz (2015)